# Kéztőcsont

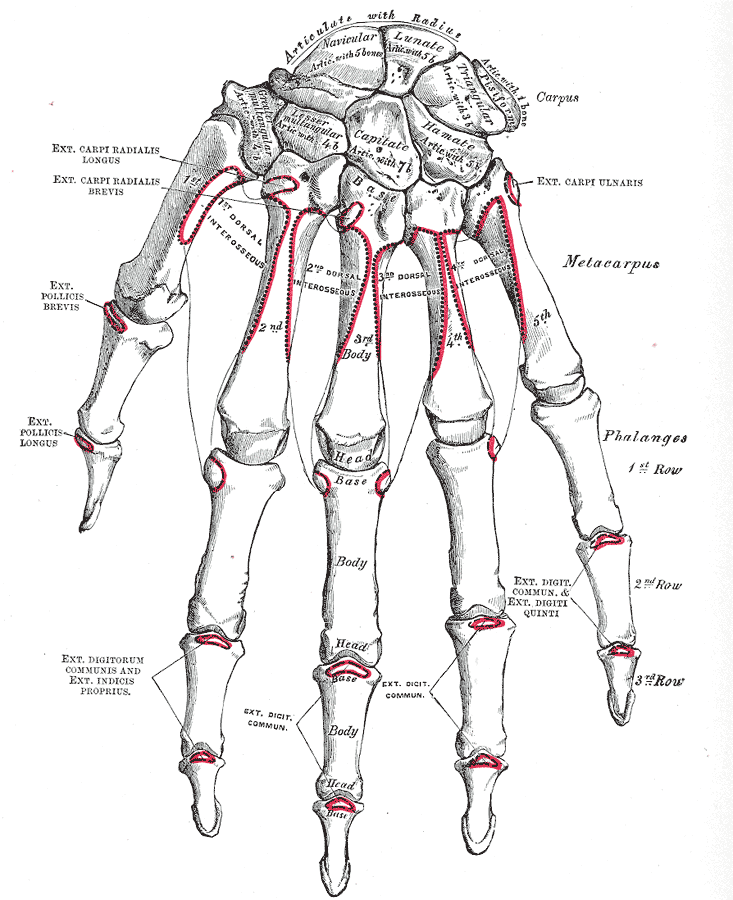
A kéz csontjai

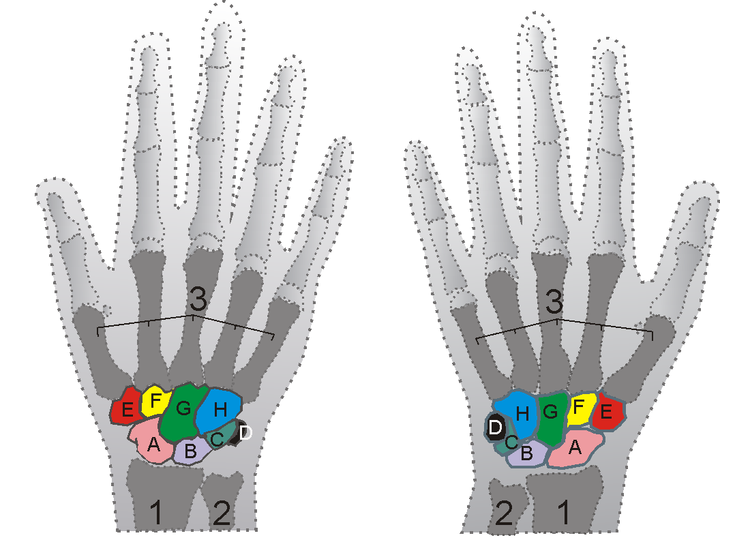
A kéz csontjai
A = sajkacsont
B = holdascsont,
C = háromszögletű csont
D = borsócsont
E = trapézcsont
F = kis trapézcsont
G = fejescsont
H = horgascsont

## Elhelyezkedésük
A kéztőcsontok (os carpale) a csuklóban találhatók a kézközépcsontok (os metacarpale) az orsócsont (radius) és a singcsont (ulna) között.

## Részei
- horgascsont (os hamatum)
- holdascsont (os lunatum)
- háromszögletű csont (os triquetrum)
- sajkacsont (os scaphoideum)
- kis trapézcsont (os trapezoideum)
- trapézcsont (os trapezium)
- fejescsont (os capitatum)
- borsócsont (os pisiforme)

## Általános jellemzőjük
Mindegyik csontnak hat felszíne van (kivéve a borsócsontot)
Az elülső vagy tenyéri és a hátulsó vagy háti felszínük durva ami a szalagok tapadásának biztosít helyet. A háti felszínen a szélesebb kivéve a holdascsontot.
A felső és alsó felszín ízesülésre szolgál. A felső általában konvex, az alsó konkáv. A külső és belső felszín szintén ízesülési felszín amivel a többi csonthoz csatlakoznak. De durva és dudoros a felszínük.

## Külső hivatkozások
- Kép Archiválva 2009. március 18-i dátummal a Wayback Machine-ben
- Kép